# Ràng buộc tên
Trong ngôn ngữ lập trình, ràng buộc tên hay liên kết tên (tiếng Anh: name binding) là sự liên kết của thực thể (dữ liệu và/hoặc mã) với định danh. Một định danh (identifier) gắn với một đối tượng được gọi là tham chiếu đến đối tượng đó. Ngôn ngữ máy không có khái niệm định danh được xây dựng sẵn, nhưng liên kết tên-đối tượng dạng dịch vụ và kí hiệu cho lập trình viên được hiện thực bởi các ngôn ngữ lập trình. Liên kết được kết nối mật thiết với tầm vực, vì tầm vực xác định tên nào liên kết với đối tượng nào – tại vị trí nào trong mã chương trình (về mặt từ vựng) và trong các đường dẫn thực thi có thể (một cách tạm thời).